# Laura Wienroither
Laura Wienroither (* 13. Jänner 1999 in Vöcklabruck) ist eine österreichische Fußballspielerin. Die Verteidigerin spielt seit 2018 für die österreichische Nationalmannschaft und seit 2022 für den Arsenal Women FC.

## Karriere

### Verein
Laura Wienroither begann 2005 Fußball zu spielen, ihre Vereinskarriere startete sie beim TSV Frankenburg in Frankenburg am Hausruck. Weitere Stationen waren die Union Kleinmünchen in Linz sowie der SV Neulengbach in Niederösterreich. Im Sommer 2017 wechselte sie zum SKN St. Pölten. In St. Pölten besuchte sie das Bundesoberstufenrealgymnasium sowie das Nationale Zentrum für Frauenfußball des Österreichischen Fußball-Bundes (ÖFB). Nach der Matura begann sie ein Studium der Medien- und Kommunikationswissenschaften.
Gemeinsam mit Katharina Naschenweng und SKN-Teamkollegin Jennifer Klein wechselte sie im Sommer 2018 vom SKN St. Pölten in die U20 der TSG 1899 Hoffenheim, wo sie Anfang 2019 in den Kader von Chef-Trainer Jürgen Ehrmann aufrückte. Ihr Debüt in der Ersten Mannschaft des deutschen Frauen-Bundesligisten TSG 1899 Hoffenheim gab sie im Februar 2019 gegen den FC Bayern München. Im April 2020 verlängerte sie ihren Vertrag bei den Frauen der TSG Hoffenheim bis 2022. In der zweiten Runde der Qualifikation für die UEFA Women’s Champions League 2021/22 gegen den schwedischen FC Rosengård feierte sie im August 2021 mit der TSG Hoffenheim einen 3:0-Sieg, das zweite Tor erzielte Wienroither in der 71. Minute. Im September 2021 erzielte sie in der 77. Minute den 2:1-Siegtreffer im Bundesligaspiel gegen den 1. FC Köln.
Im Jänner 2022 wechselte sie von der TSG Hoffenheim nach London zum Arsenal Women FC und wurde damit Teamkollegin von ÖFB-Torfrau Manuela Zinsberger und ÖFB-Teamkapitänin Viktoria Schnaderbeck. Ihr Premierentor für Arsenal erzielte sie im November 2022 beim Heimduell mit Manchester United.  Bei der APA-Fußballerwahl zur Fußballerin des Jahres wurde sie 2022 ex aequo mit Annabel Schasching auf den fünften Platz gewählt.
Anfang Mai 2023 zog sich Wienroither einen Kreuzbandriss zu. Im März 2024 stand sie nach ihrer Verletzung erstmals wieder im Matchkader von Arsenal. Im Juni 2024 wurde ihr der Vertrag um zwei Jahre bis Sommer 2026 verlängert. Anfang 2025 wechselte sie von Arsenal auf Leihbasis bis Saisonende als erste Österreicherin zu Manchester City W.F.C. Mitte 2025 wurde sie von Manchester City fest verpflichtet, wo sie einen Vertrag bis 2027 unterschrieb.

### Nationalmannschaft
Wienroither absolvierte Einsätze in den U-17- und U-19-Nationalteams. Ihr Debüt im österreichischen Frauen-A-Team gab sie im März 2018 im Zypern-Cup gegen Wales, wo sie von Teamchef Dominik Thalhammer in der 78. Minute für Katharina Schiechtl eingewechselt wurde.
Von Teamchefin Irene Fuhrmann wurde sie in den Kader für die Fußball-Europameisterschaft 2022 berufen. Bei der EM kam sie im Eröffnungsspiel gegen England zum Einsatz, aufgrund eines positiven COVID-19-Tests fiel sie für das zweite Spiel gegen Nordirland aus. Beim dritten Gruppenspiel gegen Norwegen stand sie wieder in der Startelf.

### Sonstiges
2023 wurde sie  Botschafterin des Vereins Down-Syndrom Österreich (DSÖ).